# Língua bola
Bola, ou Bakovi, é uma língua oceânica falada por cerca 14 mil pessoas na província Nova Bretanha Ocidental  de Papua-Nova Guiné. Seu dialeto  Harua (Xarua) foi desenvolvido numa plantação de palmeiras.

## Consoantes
|           | Labial | Alveolar | Velar |
| --------- | ------ | -------- | ----- |
| Nasal     | m      | n        | ŋ     |
| Plosiva   | p b    | t d      | g     |
| Fricative | β      | (s)      | ɣ     |
| Rótica    |        | r        |       |
| Lateral   |        | l        |       |

/t/é perecebido como som/s, ʃ/ apemas quando ocorre antes de/i/. As pclusivas sonoras / b d ɡ / geralmente podem parecer pré-naxilizadas [ᵐb ⁿd ᵑᵑ] entre vários falantes. / ɣ/ pode ser pronunciado como uma fricativa glotálica h entre falantes mais jovens.

## Vogais
|         | Anterior | Central | Posterior |
| ------- | -------- | ------- | --------- |
| Fechada | i        |         | u         |
| Medial  | ɛ        |         | ɔ         |
| Aberta  |          | ɑ       |           |

/i/ antes de sons vocálicos /ɑ ɛ ou u/ é pronunciado como um som semivogal [j].

## Amostra de texto
Hosi e huriki a Tolai ri kona a dara o Talasea. Ri vore na aga valai o Rabaul, ri luve tura-na koea a maka maki ni kona a dara vona. Na parava tara, ranga Tolai ri vore na aga valai ni kona a dara.
O cão inútil
Há muito tempo, os Tolais compravam dinheiro de conchas aqui em Talasea. Eles remaram em canoas de Rabaul e chegaram aqui com coisas para comprar dinheiro para conchas. Um dia, alguns Tolais remaram em canoas aqui para comprar dinheiro para conchas.